# Wolfgang Sodl
Wolfgang Sodl (* 18. September 1963 in Olbendorf) ist ein österreichischer Politiker (Sozialdemokratische Partei Österreichs). Er war von 2005 bis 2010 burgenländisches Mitglied des Bundesrats. Von 2010 bis Februar 2025 war er Abgeordneter zum Burgenländischen Landtag.

## Leben
Nach dem Besuch der Volksschule Olbendorf (1970–1974), der Hauptschule (1974–1978) und des Polytechnischen Lehrgangs besuchte Sodl die Fernmeldemonteurschule (1979–1982). Seit 1982 ist er als Bediensteter in verschiedenen Positionen bei der Post Telekom Austria tätig.

## Politik
Sodl ist seit 1997 Mitglied des Gemeindevorstandes der Gemeinde Olbendorf, Vizebürgermeister der Gemeinde Olbendorf seit 2002, Ortsparteivorsitzender der SPÖ Olbendorf seit 2002, Mitglied des Ortsausschusses der SPÖ Olbendorf seit 1995, Mitglied des Bezirksausschusses der SPÖ Güssing seit 1996, Mitglied im Bezirkskontrollausschuss der SPÖ Güssing seit 2004 und Mitglied im Landeskontrollausschuss der SPÖ Burgenland seit 2005. Bei den Gemeinderatswahlen im Burgenland 2012 wurde Sodl zum Bürgermeister von Olbendorf gewählt. Sodl war vom 25. Oktober 2005 bis zum 23. Juni 2010 Mitglied des Bundesrates.
Seit 2010 ist er Abgeordneter zum Burgenländischen Landtag. Für die Landtagswahl 2025 verzichtete er auf eine Kandidatur.